# Hanne Haugen Aas
Hanne Haugen Aas (ur. 29 lutego 1988 w Namsos) – norweska siatkarka, reprezentantka kraju. Obecnie występuje w niemieckim VC Kanti Schaffhausen. Gra na pozycji środkowej. Wcześniej grała w siatkówkę plażową.

## Sukcesy

### Klubowe
Mistrzostwa Norwegii:
- 2010, 2011

Puchar Norwegii:
- 2011

Mistrzostwa Niemiec:
- 2012